# تاكاكو كاتو
تاكاكو كاتو (باليابانية: 加藤貴子) مواليد 12 أبريل 1971 في يوكوهاما، هي لاعبة كرة سلة يابانية معتزلة. مثلت منتخب بلادها. شاركت في دورة الألعاب الأولمبية الصيفية سنة 1996. حققت المركز الثاني في دورة الألعاب الآسيوية 1994. لعبت مع نادي ليبرتاس تروجيلوس لكرة السلة في الدوري الإيطالي لكرة السلة للسيدات.

## الميداليات
| الميدالية | المسابقة                   |
| --------- | -------------------------- |
| فضية      | دورة الألعاب الآسيوية 1994 |

## روابط خارجية
- تاكاكو كاتو على موقع الاتحاد الدولي لكرة السلة (الإنجليزية)
- تاكاكو كاتو على موقع بروبوليرز (الإنجليزية)
- تاكاكو كاتو على موقع سبورتس رفرنس (الإنجليزية)
- تاكاكو كاتو على موقع أوليمبيديا (الإنجليزية)